# Hebanthe philippo-coburgi
Hebanthe philippo-coburgi är en amarantväxtart som beskrevs av Alexander Zahlbruckner och Heinrich Wawra. Hebanthe philippo-coburgi ingår i släktet Hebanthe och familjen amarantväxter. Inga underarter finns listade i Catalogue of Life.